# الجيل الأعظم

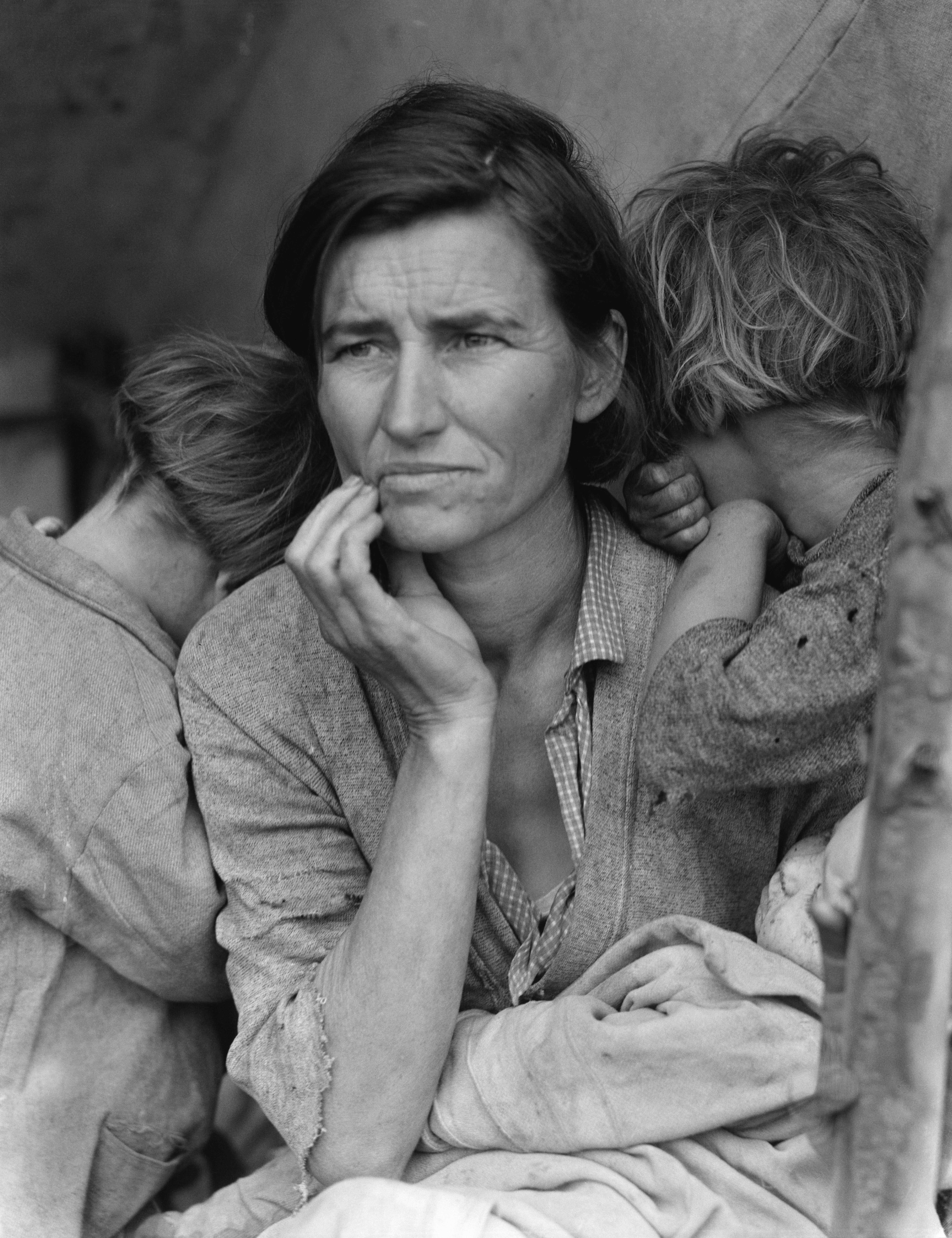

«الجيل الأعظم» هو مصطلح صاغه الصحفي توم بروكاو لوصف الجيل الذي نشأ في الولايات المتحدة أثناء الحرمان في فترة الكساد الكبير، ثم خرج للقتال في الحرب العالمية الثانية، والذي يسمى أيضًا جيل جي آي .

## علم أصول الكلمات
انتشر مصطلح الجيل الأعظم من خلال كتاب صدر عام  1998 يحمل نفس الاسم للصحفي الأمريكي توم بروكاو. وصف بروكاو في كتابه الأفراد الأمريكيين من هذا الجيل الذين بلغوا سن الرشد خلال فترة الكساد الكبير واستمروا في القتال في الحرب العالمية الثانية، بالإضافة إلى أولئك الذين ساهموا في المجهود الحربي على الجبهة الداخلية. كتب بروكاو أن هؤلاء الرجال والنساء قاتلوا ليس من أجل الشهرة أو الاعتراف، بل لأنه كان «الشيء الصحيح الذي ينبغي القيام به»، ويشار إلى هذه المجموعة أيضًا بجيل الحرب العالمية الثانية. 
أطلق المؤلفان ويليام شتراوس ونيل هاو على هذا الجيل اسم جيل جي آي في كتابهما الذي صدر عام 1991 بعنوان أجيال: تاريخ مستقبل أمريكا. الأحرف الأولى جي آي تشير إلى الجنود الأمريكيين في الحرب العالمية الثانية.

## تعريفات نطاق التاريخ والعمر
يعرّف مركز بيو للأبحاث هذه المجموعة على أنها الأشخاص الذين ولدوا بين عام 1901 وعام 1927.  استخدم ستراوس وهاو سنوات الميلاد 1901-1924.

## مميزات

### الولايات المتحدة الأمريكية

#### مرحلة المراهقة
نشأ أفراد هذا الجيل أو قضوا طفولتهم أو ولدوا خلال الحقبة التقدمية والحرب العالمية الأولى والعشرينات الهادرة؛ زمن ازدهار اقتصادي مع تحولات ثقافية مميزة. بالإضافة إلى ذلك، تعرض أولئك الذين عاشوا في الفترة بين عام 1918 وعام 1920 لوباء الإنفلونزا الإسبانية المميت. وقد عانى الكثيرون أيضًا من التقدم التكنولوجي المتسارع خلال فترة شبابهم (مثل الراديو والهاتف والسيارات) وسط تزايد مستويات عدم المساواة في الدخل في جميع أنحاء العالم مع ارتفاع الاقتصاد الحاد. عانى هذا الجيل أيضًا بعد انهيار وول ستريت (1929) من اضطرابات عميقة على المستوى الاقتصادي والاجتماعي. 
على الرغم من الصعوبات، يشير المؤرخون أيضًا إلى ازدهار الأدب والفنون والموسيقى والسينما في تلك الفترة. إذ شهد هذا الجيل ما يُشار إليه عمومًا باسم «العصر الذهبي لسينما هوليوود الكلاسيكية». اجتذبت بعض أنواع الأفلام الشعبية، بما في ذلك أفلام العصابات والأفلام الموسيقية والأفلام الكوميدية وأفلام الوحوش شريحة واسعة من الجماهير. أثر الكساد الكبير أيضًا على الأدب بشكل كبير وشهد ظهور كتاب الكتب الهزلية، والتي كانت مشهورة بين أفراد هذا الجيل من خلال شخصيات مثل دوك سافاج، الظل، باتمان وسوبرمان. إلى جانب موسيقا الجاز، البلوز، موسيقى الغاسبل وموسيقى الفولك، حظت موسيقى السوينغ أيضًا بشعبية هائلة بين أفراد هذا الجيل. استخدم مصطلح جيل السوينغ أيضًا لوصف المجموعة النموذجية نظرًا لشعبية موسيقى الحقبة. وأصبح لشعبية الراديو أيضًا تأثير كبير في حياة هذا الجيل، إذ استمع الملايين إلى «الأحاديث البيتية» للرئيس فرانكلين دي روزفلت واستوعبوا الأخبار بطريقة لم يسبق لها مثيل.

### بريطانيا
نشأ معظم هذا الجيل في بريطانيا، مثل بقية العالم الغربي، في ضائقة مادية نتيجة الكساد الكبير عندما بدأت الحرب في أوروبا، انضم الملايين من المواطنين البريطانيين إلى المجهود الحربي في الداخل والخارج. خدم في الحرب 2.9 مليون فرد من هذا الجيل، وكان هناك 384000 ضحية. في الداخل، أودى قصف لندن الغارة الآلاف ودُمرت مدنًا بريطانية بأكملها. لازال قائمًا إلى يومنا هذا تكريم الرجال والنساء من هذا الجيل في بريطانيا، لاسيما في يوم النصر في أوروبا. قارن رئيس الوزراء البريطاني بوريس جونسون هذا الجيل بالأجيال الحالية وأشار إلى رغبته في إظهار «نفس روح المساعي الوطنية» فيما يتعلق بجائحة فيروس كورونا. رددت الملكة إليزابيث الثانية، وهي أحد أفراد هذا الجيل الذي عاش خلال الحرب العالمية الثانية، الكثير من نفس الأفكار.

### ألمانيا
نشأ أفراد جيل الحرب العالمية الثانية في ألمانيا بعد الحرب العالمية الأولى والثورة الألمانية 1918-1919. وقد واجهوا عقبات اقتصادية نتبجة بالكساد الكبير ومعاهدة فرساي إذ ارتفعت معدلات البطالة إلى ما يقرب من 40 ٪. ثم صعد أدولف هتلر إلى السلطة، وانضم العديد من هذا الجيل إلى منظمات مثل شباب هتلر. في عام 1935، فرض هتلر التجنيد العسكري. خلال الحرب، خدم ما يقرب من 12.5 مليون فرد من هذا الجيل في الحرب وقتل أو جرح 4.3 مليون. بحلول نهاية الحرب، كان قد قُتل 5 ملايين ألماني، بمن فيهم مدنيون. دمرت حملات قصف الحلفاء المدن والبلدات الألمانية. كان 12 مليون ألماني لاجئين واضطر الكثير منهم إلى الاستقرار في دول الاتحاد السوفيتي. بالإضافة إلى ذلك، حصدت الهولوكوست أرواح الملايين من اليهود الألمان وغيرهم. بعد الحرب، بدأ الحلفاء باجتثاث النازية والتجريد العسكري للنهوض لبناء ألمانيا ما بعد الحرب. وجد المحاربين القدامى الألمان بعد عودتهم البلاد مقسمة إلى أربع مناطق احتلال؛ أصبحت فيما بعد ألمانيا الغربية وألمانيا الشرقية. في ألمانيا الغربية، نتج عن خطة مارشال المعجزة الاقتصادية الألمانية. شهد الأعضاء الباقون على قيد الحياة من جيل الحرب العالمية الثانية الألمانية تجربة سقوط جدار برلين وإنشاء الاتحاد الأوروبي. على عكس الحلفاء الغربيين والاتحاد السوفيتي، لم تكرم ألمانيا قدامى المحاربين، إذ لا زال ربطهم بالنازية قائمًا في ألمانيا المعاصرة اليوم.

### الاتحاد السوفيتي
نشأ أفراد هذا الجيل كأطفال أثناء صعود ستالين إلى السلطة. وقد عانوا من مجاعة هولودومور التي قتلت الملايين. دُمر جيل الحرب العالمية الثانية من الاتحاد السوفيتي بسبب الحرب. تركت سياسة الأرض المحروقة التي تبناها ستالين المناطق الغربية في حالة دمار تفاقمت بسبب تقدم الجيش الألماني. فقد الاتحاد السوفياتي 14٪ من تعداد سكانه قبل الحرب خلال الحرب العالمية الثانية، وهو انهيار ديموغرافي كان له عواقب وخيمة على المدى الطويل. استخدم العمل الإلزامي الجماعي في كثير من الأحيان وكان هناك ما بين 10 و 11 مليون رجل سوفيتي عادوا للمساعدة في إعادة البناء مع مليوني منشق سوفيتي محتجزين في معكسرات الاعتقال. ثم جاءت الحرب الباردة وسباق الفضاء. حتى في منتصف الثمانينيات، كان حوالي 70 ٪ من الإنتاج الصناعي السوفيتي موجهًا نحو الجيش، وهو أحد العوامل التي أدت إلى انهياره الاقتصادي في نهاية المطاف. يُعرف أفراد هذا الجيل باسم قدامى المحاربين في الجبهة الشرقية. مثل الشاعر يوري ليفيتانسكي الذي كتب عن أهوال الحرب وفاسيلي زايتسيف، بطل الحرب الذي وقع لاحقًا ضحية جنون الارتياب بعد الحرب مما أدى إلى اعتقاله غير المشروع. في وقتنا الحالي، تحتفل دول الاتحاد السوفييتي سابقًا بعيد النصر على النازية. يشير أحدث استطلاع أجراه مركز ليفادا في روسيا إلى أن عيد النصر على النازية لا يزال أحد أهم العطل الرسمية بالنسبة للمواطنين الروس. إذ يخطط 65 ٪ من الذين شملهم الاستطلاع للاحتفال به. لكن بالنسبة لما يقرب من ثلث الناس (31٪) يعد هذا «حدثًا عامًا للدولة» بينما يمثل بالنسبة ل 31٪ «يوم ذكرى لجميع الشعب السوفيتي السابق». 16٪ فقط ممن سُئلوا اعترفوا به في سياقه الأصلي على أنه «يوم تذكاري للمحاربين القدامى». العاطفة السائدة التي يثيرها العيد بين الروس (59٪ من المستطلعين) هي الفخر الوطني، بينما قال 18٪ «الحزن» و 21٪ قالوا «كلاهما». بالنسبة للروس المعاصرين، يستمر الصراع في تزويد السكان بنداء وطني للتجمع.